# Cyrtognatha
Cyrtognatha is een geslacht van spinnen uit de  familie van de Tetragnathidae (Strekspinnen).

## Soorten
- Cyrtognatha atopica Dimitrov & Hormiga, 2009
- Cyrtognatha bella (O. P.-Cambridge, 1896)
- Cyrtognatha bryantae (Chickering, 1956)
- Cyrtognatha catia Dimitrov & Hormiga, 2009
- Cyrtognatha eberhardi Dimitrov & Hormiga, 2009
- Cyrtognatha espanola (Bryant, 1945)
- Cyrtognatha insolita (Chickering, 1956)
- Cyrtognatha lepida (O. P.-Cambridge, 1889)
- Cyrtognatha leviorum Dimitrov & Hormiga, 2009
- Cyrtognatha morona Dimitrov & Hormiga, 2009
- Cyrtognatha nigrovittata Keyserling, 1881
- Cyrtognatha orphana Dimitrov & Hormiga, 2009
- Cyrtognatha pachygnathoides (O. P.-Cambridge, 1894)
- Cyrtognatha paradoxa Dimitrov & Hormiga, 2009
- Cyrtognatha pathetica Dimitrov & Hormiga, 2009
- Cyrtognatha petila Dimitrov & Hormiga, 2009
- Cyrtognatha quichua Dimitrov & Hormiga, 2009
- Cyrtognatha rucilla (Bryant, 1945)
- Cyrtognatha serrata Simon, 1897
- Cyrtognatha simoni (Bryant, 1940)
- Cyrtognatha waorani Dimitrov & Hormiga, 2009